# Miraï, ma petite sœur
Miraï, ma petite sœur (未来のミライ, Mirai no Mirai, litt. « Mirai du futur ») est un film d'animation japonais écrit et réalisé par Mamoru Hosoda, sorti en 2018.
Le film montre la vie d'un enfant qui est bouleversée par l'arrivée de sa petite sœur, Miraï. Il est alors confronté à l'esprit de sa sœur venue du futur pour l'aider à accepter sa présence ainsi qu'à ceux des autres membres de sa famille à différentes périodes de leur vie.

## Synopsis
Kun est un garçon né d'une mère manager et d'un père architecte. La famille vit dans une maison en gradins à Yokohama, conçue par le père de Kun autour d'un arbre, où Kun passe ses journées à jouer avec le chien de la famille, Yukko, et ses ensembles de trains jouets préférés. Quand Kun a quatre ans, sa sœur  Miraï vient au monde et il est heureux au début lorsque sa mère rentre à la maison avec elle. Mais il devient vite jaloux lorsque ses parents concentrent toute leur attention sur elle, au point que sa mère doit empêcher Kun de frapper sa petite sœur avec l'un de ses trains. Il s'en prend d'abord à sa mère, puis à son père lorsqu'il devient un père au foyer qui travaille à la maison pendant que sa mère retourne au travail.
Après une telle crise, Kun se rend dans le jardin de la maison, où il rencontre un homme étrange qui prétend être le « prince de la maison ». Alors que l'homme gémit sans cesse à propos de la perte de l'attention des parents à la naissance de Kun, Kun se rend compte que cet homme est en réalité Yukko transformé en un être humain. Kun trouve même la queue de Yukko sur l'homme et quand il l'enlève et la pose sur lui-même, il prend les attributs physiques du chien.
Plus tard, Kun, maintenant calme, raconte à ses parents à quel point il s’est amusé à courir comme un chien dans la maison et raconte les plaintes de Yukko au sujet de la façon dont ils le traitent.
La « fête des poupées » arrive et la famille installe les poupées traditionnelles pour souhaiter bonne chance à  Miraï. Mais ils ne rangent pas les poupées après la fin des vacances. Frustré à nouveau par l'attention de ses parents sur  Miraï, Kun retourne dans le jardin. Cette fois-ci, il rencontre une fille qui prétend être  Miraï du futur. Elle est en quelque sorte remontée dans le temps par crainte que chaque jour, les poupées ne soient pas rangées, sans quoi elle ne pourra pas se marier pendant un an. Après quelques complications,  Miraï du futur est capable de ranger les poupées avec l'aide de Kun et de Yukko humanisé.
La grand-mère de Kun lui montre des photos de sa mère à l'âge de Kun. Mais il continue d'attaquer sa mère en laissant ses jouets partout sur le sol. Il court à nouveau dans le jardin, où il est transporté quelques décennies en arrière. En ville, il rencontre une petite fille qu'il reconnaît sur les photos comme étant sa mère. La fille est en colère contre sa mère pour avoir refusé de lui donner un chat. Ils rentrent chez elle, où la petite fille dit que tout irait mieux en mettant du désordre, puis ils commencent à jeter des jouets sur le sol et de la nourriture sur la table. Mais ensuite, sa mère, la grand-mère de Kun, rentre chez elle. Kun est forcé de sortir de la maison par la porte arrière, mais il écoute sa grand-mère en train de réprimander furieusement la petite fille qui sanglote hystériquement. Kun retourne à son époque et montre maintenant de la sympathie pour sa mère, mais continue de se plaindre de tout.
Kun possède un vélo avec des petites roues mais il veut apprendre à en faire sans elles comme des enfants plus âgés qu'il voit dans le parc. Son père l’aide du mieux qu’il peut, mais Kun ne semble pas capable de garder le vélo en position verticale. De retour chez lui, Kun retourne au jardin où il est transporté dans un atelier situé dans une zone rurale du Japon il y a plusieurs décennies. Un jeune homme à la jambe blessée présente à Kun les nombreux chevaux près de son atelier. Il emmène Kun effrayé à cheval, puis sur sa moto. De retour à son époque, quelques jours plus tard, Kun monte avec succès son vélo en utilisant ce qu'il avait appris de ses voyages précédents. La grand-mère de Kun lui montre plus de photos, révélant l'homme comme étant son arrière-grand-père, qui a travaillé sur des motos et des machines dans sa jeunesse mais qui est décédé récemment.
Finalement, la famille décide de partir en excursion pour une journée. Mais Kun lance encore une fois une crise sur le fait de ne pas pouvoir porter son pantalon jaune préféré, puis s’enfuit pour se cacher. Quand il sort, il découvre que toute sa famille est partie. Dans le jardin, il trouve une gare avec un train qui approche. Un adolescent l'avertit avec colère de ne pas monter dans le train, mais Kun lui désobéit. Le train emmène Kun à la gare de Tokyo, mais là, il panique d'être tout seul. Il trouve un préposé qui a besoin du nom d'un parent pour passer l'annonce dans la gare, mais Kun réalise qu'il ne connaît même pas les noms de ses propres parents. Le préposé envoie Kun dans un train à grande vitesse en forme de dragon, en lui disant que s'il ne trouve personne pour le récupérer, il doit monter dans ce train pour l'emmener dans la « Terre isolée », qui est l’enfer. Il repère le bébé  Miraï sur le point de monter dans le train et la sauve. À ce stade, Kun reconnaît soudain qu'il est le frère aîné de Miraï, et le préposé peut maintenant la contacter. Le bébé  Miraï disparaît et la future  Miraï se présente pour ramener Kun à la maison en volant dans les airs. Ils atterrissent dans l'arbre, qui abrite tout le folklore familial. Kun voit plusieurs scènes défiler devant lui où son père était trop faible physiquement pour faire du vélo quand il était jeune puis quand Yukko a laissé sa maman pour devenir un animal de compagnie ensuite quand sa mère a cessé d'aimer les chats quand elle a vu un chat errant tuer un oiseau et enfin la bataille durant la Seconde Guerre mondiale qui a blessé la jambe de son arrière-grand-père et la course qu'il a menée pour gagner le cœur de l'arrière-grand-mère de Kun. Kun voit aussi l'avenir et découvre que l'adolescent à la gare est le futur Kun. De retour à son heure, Kun décide qu'il peut partir en voyage avec un pantalon bleu. Il est maintenant réconcilié avec ses parents et sa sœur.

## Personnages
Kun (くんちゃん, Kun-chan)
Voix japonaise : Moka Kamishiraishi,, voix française : Pauline Clément
Miraï (ミライちゃん, Mirai-chan)
Voix japonaise : Haru Kuroki,, voix française : Suliane Brahim
Papa (おとうさん, Otōsan)
Voix japonaise : Gen Hoshino, voix française : Emmanuel Lemire
Maman (おかあさん, Okāsan)
Voix japonaise : Kumiko Asō, voix française : Lisa Martino, et Roxane Bret lorsqu'elle est enfant
Homme mystérieux (謎の男, Nazo no otoko)
Voix japonaise : Mitsuo Yoshihara (ja), voix française : Félicien Juttner
Grand-mère (ばあば, Bāba)
Voix japonaise : Yoshiko Miyazaki, voix française : Catherine Le Hénan
Grand-père (じいじ, Jīji)
Voix japonaise : Kōji Yakusho, voix française : Achille Orsoni
Jeune homme (青年, Seinen)
Voix japonaise : Masaharu Fukuyama

## Fiche technique
- Titre original : Mirai no Mirai (未来のミライ?, litt. « Mirai du futur »)
- Titre international : Mirai
- Titre français : Miraï, ma petite sœur
- Réalisation et scénario : Mamoru Hosoda
- Décors : Anri Jôjô, Yoshitaka Kameda, Reio Ono, Makoto Tanijiri et Tupera Tupera
- Costumes : Daisuke Iga
- Montage : Shigeru Nishiyama
- Musique : Masakatsu Takagi, Tatsuro Yamashita (générique de début : Mirai no theme[5], thème à travers le film : Uta no Kisha[5])
- Production : Yuichiro Saito
- Société de production : Studio Chizu
- Sociétés distribution : Tōhō (Japon) ; Cinéart (Belgique), MK2/Mile End (Québec), Wild Bunch Distribution (France)
- Pays d’origine :  Japon
- Langue originale : japonais
- Durée : 98 minutes
- Format : couleur - 1,85:1
- Dates de sortie :
  -  France : 16 mai 2018 (Festival de Cannes), 26 décembre 2018 (sortie nationale)
  -  Japon : 20 juillet 2018
  -  États-Unis : 29 novembre 2018

## Sortie

### Accueil critique
En France, le site Allociné recense une moyenne des critiques presse de 3,9/5, et des critiques spectateurs à 3,7/5.
Pour Guillemette Odicino de Télérama, Miraï, ma petite sœur est « un petit miracle qui fera fondre même ceux que l’animation japonaise laisse habituellement froids. ».
Pour Thomas Sotinel du Monde, « la formidable imagination plastique (de Mamoru Hosoda) – qui repose aussi bien sur l'imagerie traditionnelle que sur la culture numérique – lui permet de figurer les passages de la réalité au fantasme, au cauchemar, voire à une mémoire collective qui relève autant de l'animisme que du culte des ancêtres. Tout ça pour un tout petit garçon qui n'a rien d'extraordinaire, si ce n’est d’être sorti d’une des imaginations les plus fécondes du cinéma contemporain. ».
Pour Stéphane Dreyfus de La Croix, « même si le final s'égare un peu trop dans le fantastique, ce récit initiatique souvent drôle, parfois tendre, jamais gnangnan, se double d'une étude de la parentalité, de ses affres et de ses joies, et cherche à redonner foi en mirai, « l'avenir » en japonais. ».

### Box-office
- France : 213 026 entrées[10]

## Distinctions

### Récompense
- Festival européen du film fantastique de Strasbourg 2018 : prix du meilleur film d'animation[11].

### Sélections
- Festival de Cannes 2018 : sélection à la Quinzaine des réalisateurs[12].
- Festival international du film d'animation d'Annecy 2018 : sélection en compétition.
- Festival international du film de Saint-Sébastien 2018 : sélection en section Perles.
- Oscars du cinéma 2019 : Nomination pour meilleur film d'animation